# Лесотски конгрес за демокрация
Лесотският конгрес за демокрация (на английски: Lesotho Congress for Democracy) е лявонационалистическа политическа партия в Лесото.
Тя е основана през 1997 година от лидера на доминиращата дотогава Басутоландска партия на конгреса Нцу Мохехле, а през 1998 година е оглавена от Пакалита Мосисили. Партията доминира политическия живот на страната до 2011 година, когато Мосисили основава партията Демократичен конгрес.
На изборите през 2012 година Лесотският конгрес за демокрация остава трети с 21% от гласовете и 26 места в Националното събрание.